# Náusea e vômito induzidos por quimioterapia

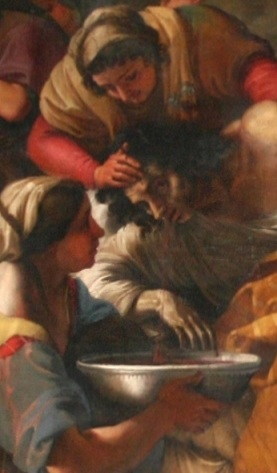
Apoio e compreensão ao doente.

A náusea e vômito induzidos por quimioterapia (abreviado NVIQ, na literatura em inglês CINV, chemotherapy-induced nausea and vomiting) são um efeito colateral comum de muitos tratamentos contra o câncer. Náuseas e vômitos são dois dos efeitos colaterais relacionados ao tratamento de câncer mais temidos para pacientes com câncer e suas famílias. Em 1983, Coates et al. descobriram que os pacientes que receberam quimioterapia classificaram náuseas e vômitos como o primeiro e segundo efeitos colaterais mais graves, respectivamente. Até 20% dos pacientes que receberam agentes altamente emetogênicos nesta época adiaram, ou até mesmo recusaram, tratamentos potencialmente curativos. Desde a década de 1990, várias novas classes de antieméticos foram desenvolvidas e comercializadas, tornando-se um padrão quase universal em esquemas de quimioterapia e ajudando a gerir melhor esses sintomas em grande parte dos pacientes. A mediação eficiente desses sintomas desagradáveis e às vezes incapacitantes resulta em maior qualidade de vida para o paciente e melhor saúde geral do paciente e, devido a uma melhor tolerância ao paciente, ciclos de tratamento mais efetivos.